# The Flatlanders
I The Flatlanders sono un gruppo musicale country statunitense originario di Lubbock (Texas).  Il gruppo è stato attivo nel periodo 1972-1973, prima che i suoi tre membri percorressero delle fortunate carriere da solisti. Pur continuando a suonare occasionalmente insieme, i tre musicisti hanno ricostituito il gruppo ufficialmente nel 1998.

## Formazione
- Jimmie Dale Gilmore
- Joe Ely
- Butch Hancock

## Discografia
- 1973 - All American Music
- 1980 - One Road More
- 1990 - More a Legend Than a Band
- 1995 - Unplugged
- 2002 - Now Again
- 2004 - Wheels of Fortune
- 2004 - Live '72
- 2009 - Hills and Valleys
- 2012 - The Odessa Tapes
- 2021 - Treasure of Love